# Egino III. (Freiburg)

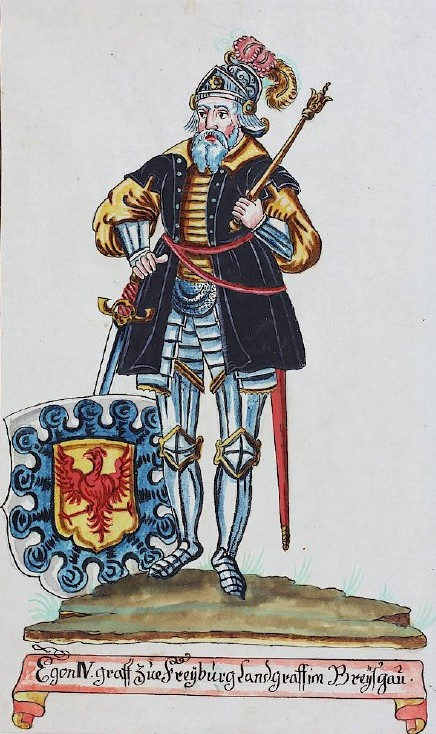
Graf Egon III. (Egino) von Freiburg

Egino III. († 1385) war Graf von Freiburg. Er war der zweitälteste Sohn Konrads II. von Freiburg († 1350) und der Mahaut von Montfaucon.

## Übernahme der Herrschaft
Nachdem Eginos älterer Halbbruder Friedrich (aus der Ehe Konrads II. mit Anna von Hachberg) in der Nachfolge Konrads bereits 1356 gestorben war, trat dessen Tochter Klara in die Erbfolge ein. Dagegen klagte Egino erfolgreich bei Karl IV. und übernahm 1358 gegen den Willen der Freiburger, nachdem der Kaiser die Acht über die Stadt verhängt hatte, als Graf Egino III. die Herrschaft. Da die Freiburger Auseinandersetzungen mit ihrem neuen Herrn befürchteten, versuchten sie eilig, die unter seinem Vater Konrad abgeschlossenen Schutz- und Trutzbündnisse mit benachbarten Städten zu erneuern, was jedoch nur bedingt gelang. Der befürchtete Streit mit Egino brach im Jahre 1366 offen aus.

## Krieg zwischen der Stadt und Graf Egino
„Graffe Egon kam im jar Christi 1366. mit seiner Statt in eine solche grosse vneinigkeit, dass er im Mertzen (März) mit seinen Freunden, vnnd mit grossem Zusatz des Adels, mit Rittern vnnd Knechten, bey nacht die Statt wolt vberfallen.“ „Doch warnte noch in derselben Nacht, da sie übergeben sollte, ein ausgewiesener Bettler, welcher der Herren Anschlag im nahen Dorfe Lehen belauscht hatte. Die Sturmglocke schlug an, als eben der Graf mit den Seinigen in aller Stille heranrückte. Er erkannte die Töne sogleich, und wandte sich an den begleitenden Markgrafen von Hochberg (Hachberg) mit den Worten: ‚O weh, heute Herr zu Freiburg und nimmermehr!‘“
Da nahm Freiburg am 12. April 1366 zu seiner Verteidigung die ersten Söldner „wider graf Egen von Friburg und wider all sin helfer und diener“ unter Vertrag. „Ein grosser Krieg sich erhub, darinn die Dörffer verbrennt, vnnd das Volck beraubt vnnd geschetzt ward“ und dass „Eginos Burg unnd Schlos gewunnen und zerrissen wardt von den burgern aus der stadt mitten des Meyens“ (im Mai 1366). Anschließend erlitten die Freiburger mit ihren Hilfskräften am 18. Oktober 1366 in offener Feldschlacht bei Endingen mit über tausend Gefallenen eine vernichtende Niederlage. Da sah Graf Egino ein, dass er die Stadt nicht mehr in Frieden regieren konnte und willigte in seine Abdankung ein.

## Übergabe der Herrschaft an das Haus Österreich

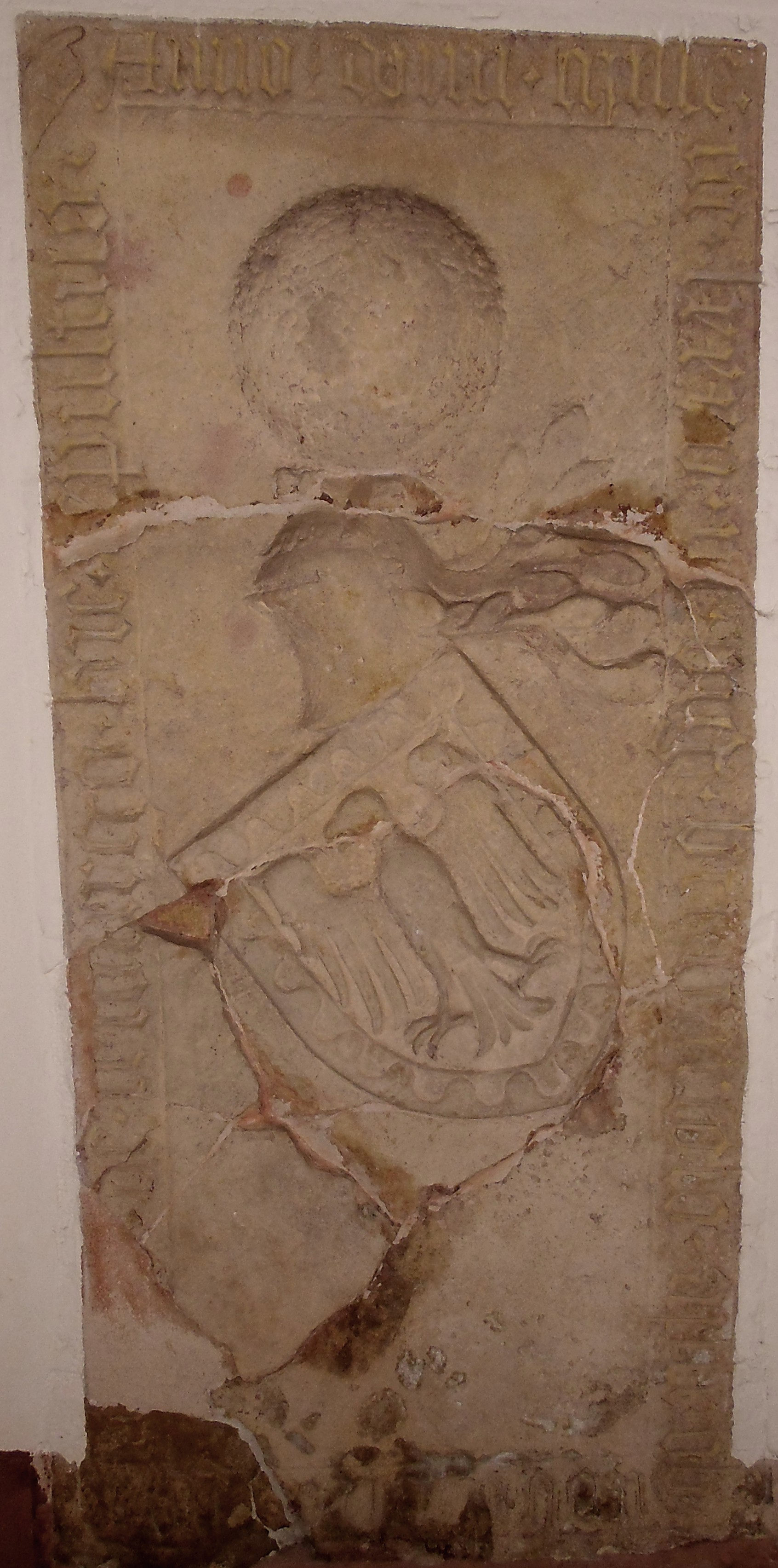
Epitaph des Egino III. Graf von Freiburg in der Vorhalle der Pauluskirche von Badenweiler

Der Friedensvertrag vom 30. März 1368 zwischen der Stadt und Egino III. „wurde namlich also gemacht, das die Burger von Freyburg dem Grafen abkauften die Herschaft und alle seine ansprochen (Ansprüche), unnd gaben jm (ihm) unnd seinen helfern zwentzig tausent marck silbers. Erkauften für Freyburg die herschaft Badenweyler mit jrer zugehordt (mit ihrem Zubehör). Demnach nam die Herschaft der Graffen von Freyburg ein endt zu Freyburg nach viel erlidnen schaden, kosten unnd arbeit.
Do nun Freyburg in Breisgaw einen Herren solt haben, do kam sie an das löbliche haus von Oesterreich, im jar (Jahr) als man zalt von der geburt Christi unsers Herren 1368. jar, zu den zeitten, als do regirten die Durchleuchtigen, Hochgebornen Fürsten unnd Herren Hertzog Albrecht unnd Hertzog Lupolt von Oesterreich.“ Egino starb am 23. August 1385 als Herr zu Badenweiler. Sein Grabstein befindet sich in der dortigen, heute evangelischen, Pauluskirche.

## Familie
Egino heiratete Vera († 1374) die Tochter der Grafen Ludwig von Neuenburg († 1372). Das Paar hatte folgende Kinder:
- Konrad III. (1372–1424)

⚭ 1390 Maria von Vergy († 1407) (Haus Vergy)
⚭ Alix des Baux, Witwe von Odo von Thoire und Villars (1354–1414) 1408 geschieden
- Egon, Domherr in Straßburg
- Eberhard, Domherr in Straßburg
- Anna († 1427) ⚭ Rudolf von Hachberg-Sausenberg (1343–1428)